# 東京都道319号環状三号線
東京都道319号環状三号線（とうきょうとどう319ごう かんじょうさんごうせん）は、東京都港区海岸二丁目から新宿区、文京区、台東区、墨田区を経由して、江東区辰巳二丁目に至る主要地方道（都道）である。

## 概要
一部は「東京都市計画道路幹線街路環状第3号線」として整備中もしくは整備が行われている、一般的には環状三号線という名称はあまり使われず、通常は各区間ごとにつけられた通称で呼ばれている。（詳細は「東京都市計画道路幹線街路環状第3号線」を参照）。また港区内・文京区から台東区にかけて・江東区内には支線もある。
新宿区の弁天町交差点から市谷仲之町交差点までは2車線区間だったが、拡幅工事が進められ、2022年11月9日に4車線となった。

## 路線データ
- 起点：港区海岸二丁目（東京都市計画道路幹線街路環状第3号線としての起点は中央区勝どき三丁目）
- 終点：江東区辰巳二丁目
- 総延長：約23.7 km
- 支線：飯倉交差点 - 青山ツインビル裏の交差点（外苑東通り）、本郷弥生交差点 - 谷中六丁目交差点（言問通り）、塩浜二丁目 - 豊洲駅前交差点

## 路線状況

### 通称
- 外苑東通り
環状3号線
- 新目白通り
- 目白通り
- 言問通り
- 三ツ目通り

### 未完成区間
- 芝公園グランド - 浜崎橋 - 勝どき：未着手。
- 文京区古川橋 - 文京区小石川五丁目：未着手。
- 文京区小石川植物園 - 台東区谷中：未着手。

### 重複区間
- 東京都道8号千代田練馬田無線（早稲田鶴巻町 - 古川橋）
- 国道6号（言問橋西 - 向島）

### 道路施設
- 麻布トンネル
- 六本木トンネル
- 曙橋
- 言問橋

## 地理

### 通過する自治体
- 東京都
  - 港区 - 新宿区 - 文京区 - 台東区 - 墨田区 - 江東区

### 交差する道路

#### 支線
下記参照
- 外苑東通り
- 言問通り

#### 本線
| 交差する道路                                                    | 交差する道路                                                    | 交差点名                  | 所在地 | 所在地 |
| --------------------------------------------------------------- | --------------------------------------------------------------- | ------------------------- | ------ | ------ |
| 東京都道409号日比谷芝浦線（日比谷通り）                         | 東京都道409号日比谷芝浦線（日比谷通り）                         | 芝公園グランド            | 東京都 | 港区   |
| 国道1号（桜田通り）                                             | 国道1号（桜田通り）                                             | 赤羽橋                    | 東京都 | 港区   |
|                                                                 | 東京都道301号白山祝田田町線                                     | 赤羽橋                    | 東京都 | 港区   |
| 東京都道415号高輪麻布線                                         | 東京都道415号高輪麻布線                                         | 新一の橋                  | 東京都 | 港区   |
| 東京都道412号霞ヶ関渋谷線（六本木通り）                         | 東京都道412号霞ヶ関渋谷線（六本木通り）                         | 六本木六丁目※立体交差     | 東京都 | 港区   |
| 東京都道413号赤坂杉並線                                         |                                                                 | 学術会議前                | 東京都 | 港区   |
|                                                                 | 支線（外苑東通り）                                              | 青山ツインビル裏          | 東京都 | 港区   |
| 国道246号（青山通り）                                           | 国道246号（青山通り）                                           | 青山一丁目                | 東京都 | 港区   |
| 東京都道414号四谷角筈線                                         | 東京都道414号四谷角筈線                                         | 権田原                    | 東京都 | 港区   |
| 国道20号（新宿通り）                                            | 国道20号（新宿通り）                                            | 四谷三丁目                | 東京都 | 新宿区 |
| 東京都道302号新宿両国線（合羽坂）                               | 東京都道302号新宿両国線（合羽坂）                               | 合羽坂                    | 東京都 | 新宿区 |
| 東京都道433号神楽坂高円寺線（大久保通り）                       | 東京都道433号神楽坂高円寺線（大久保通り）                       | 市谷柳町                  | 東京都 | 新宿区 |
| 東京都道25号飯田橋石神井新座線（早稲田通り）                    | 東京都道25号飯田橋石神井新座線（早稲田通り）                    | 弁天町                    | 東京都 | 新宿区 |
| 東京都道8号千代田練馬田無線（新目白通り）本線 首都高速5号池袋線 | 東京都道8号千代田練馬田無線（新目白通り）本線 首都高速5号池袋線 | 早稲田鶴巻町 (早稲田出口) | 東京都 | 新宿区 |
| 東京都道8号千代田練馬田無線（目白通り）                         | （江戸川橋通り）                                                | 江戸川橋                  | 東京都 | 文京区 |
| 東京都道8号千代田練馬田無線（目白通り）                         | 東京都道8号千代田練馬田無線（目白通り）                         | 古川橋                    | 東京都 | 文京区 |
| （未通区間）                                                    |                                                                 |                           |        |        |
| 国道254号（春日通り）                                           | 国道254号（春日通り）                                           | 小石川五丁目              | 東京都 | 文京区 |
| 東京都道436号小石川西巣鴨線（千川通り）                         | 東京都道436号小石川西巣鴨線（千川通り）                         | 植物園前                  | 東京都 | 文京区 |
| （未通区間）                                                    |                                                                 |                           |        |        |
| 支線（言問通り）                                                | 支線（言問通り）                                                | 谷中六丁目                | 東京都 | 台東区 |
| 東京都道452号神田白山線                                         | 東京都道452号神田白山線                                         | 上野桜木                  | 東京都 | 台東区 |
| 東京都道313号上野尾竹橋線（尾竹橋通り）                         |                                                                 | 鶯谷駅前                  | 東京都 | 台東区 |
| 国道4号（昭和通り）                                             | 国道4号（昭和通り）                                             | 入谷                      | 東京都 | 台東区 |
|                                                                 | （清洲橋通り）                                                  | 入谷                      | 東京都 | 台東区 |
| 東京都道462号蔵前三ノ輪線（国際通り）                           | 東京都道462号蔵前三ノ輪線（国際通り）                           | 西浅草三丁目              | 東京都 | 台東区 |
| 東京都道464号言問橋南千住線 東京都道314号言問大谷田線           | 国道6号（江戸通り）                                             | 言問橋西                  | 東京都 | 台東区 |
| 国道6号（水戸街道）                                             | 本線                                                            | 言問橋東                  | 東京都 | 墨田区 |
| 東京都道453号本郷亀戸線（浅草通り）                             | 東京都道453号本郷亀戸線（浅草通り）                             | 吾妻橋交番前              | 東京都 | 墨田区 |
| （春日通り）                                                    | （春日通り）                                                    | 本所三丁目                | 東京都 | 墨田区 |
| 東京都道315号御徒町小岩線（蔵前橋通り）                         | 東京都道315号御徒町小岩線（蔵前橋通り）                         | 石原三丁目                | 東京都 | 墨田区 |
| 国道14号（京葉道路）                                            | 国道14号（京葉道路）                                            | 緑三丁目                  | 東京都 | 墨田区 |
| 東京都道50号東京市川線（新大橋通り）                            | 東京都道50号東京市川線（新大橋通り）                            | 菊川駅前                  | 東京都 | 墨田区 |
| 東京都道474号浜町北砂町線（清洲橋通り）                         | 東京都道474号浜町北砂町線（清洲橋通り）                         | 白河三丁目                | 東京都 | 江東区 |
| 東京都道475号永代葛西橋線（葛西橋通り）                         | 東京都道475号永代葛西橋線（葛西橋通り）                         | 都立木場公園前            | 東京都 | 江東区 |
| 首都高速9号深川線                                               | 首都高速9号深川線                                               | (木場出入口)              | 東京都 | 江東区 |
| 東京都道10号東京浦安線（永代通り）                              | 東京都道10号東京浦安線（永代通り）                              | 木場五丁目                | 東京都 | 江東区 |
| 支線                                                            |                                                                 |                           | 東京都 | 江東区 |
| 国道357号（東京湾岸道路）                                       | 国道357号（東京湾岸道路）                                       | 辰巳                      | 東京都 | 江東区 |

#### 鉄道路線
- 都営地下鉄大江戸線（大門駅 - 国立競技場駅間）

東京メトロ日比谷線が神谷町駅 - 六本木駅で地下を通っているが、駅はない。

## ギャラリー

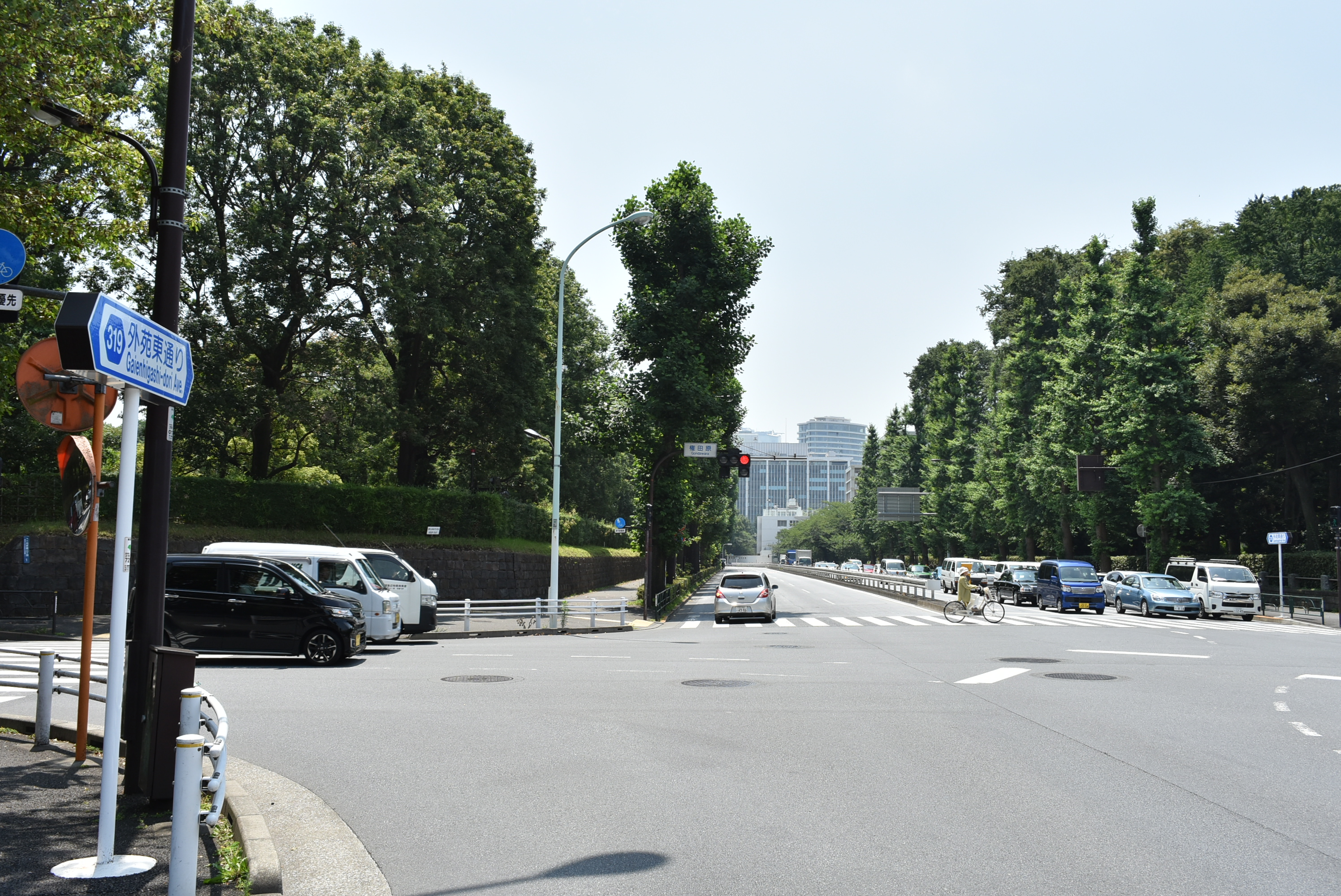
権田原交差点、青山一丁目方面を見る（2018年6月26日撮影）
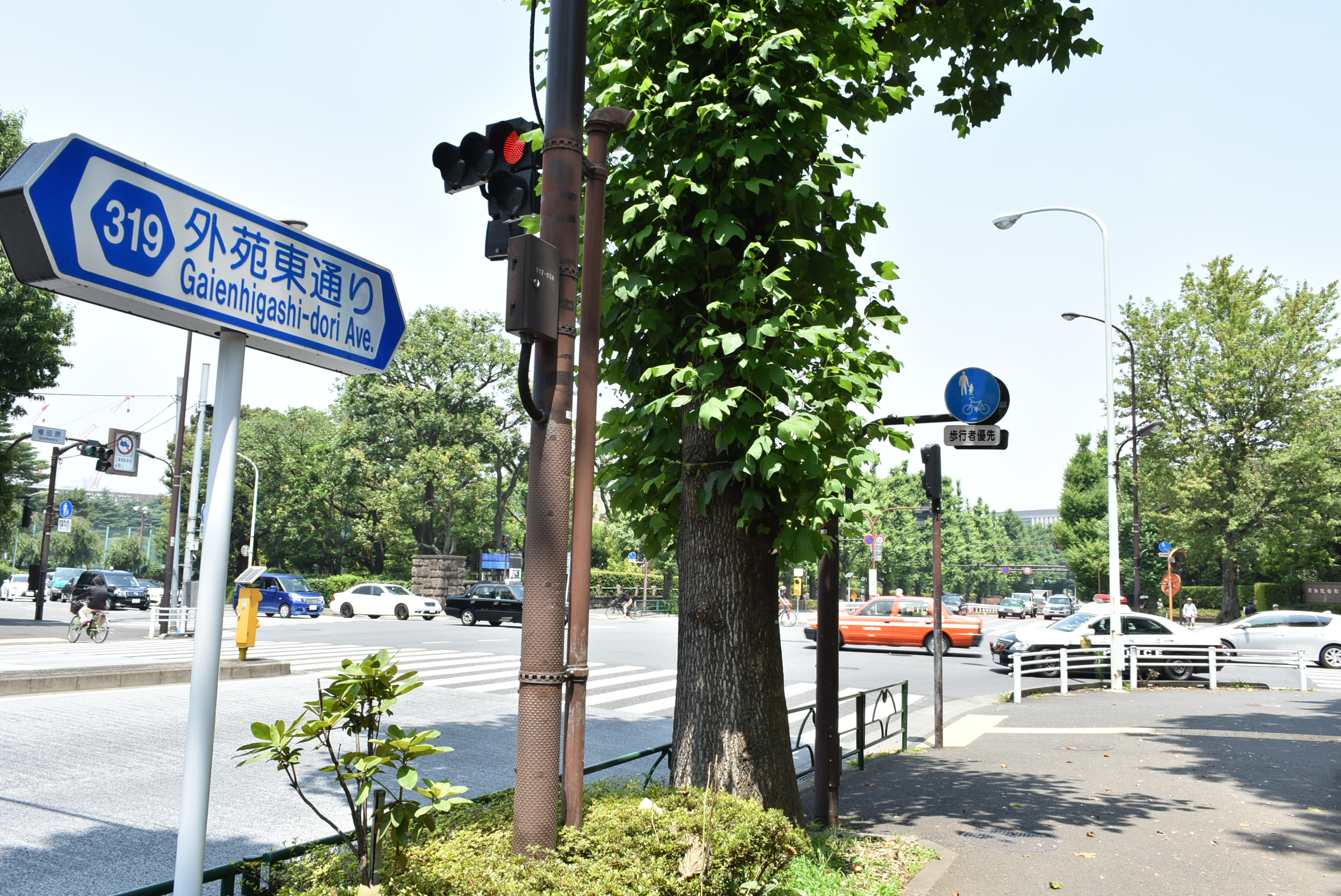
権田原交差点、信濃町駅方面を見る（2018年6月26日撮影）
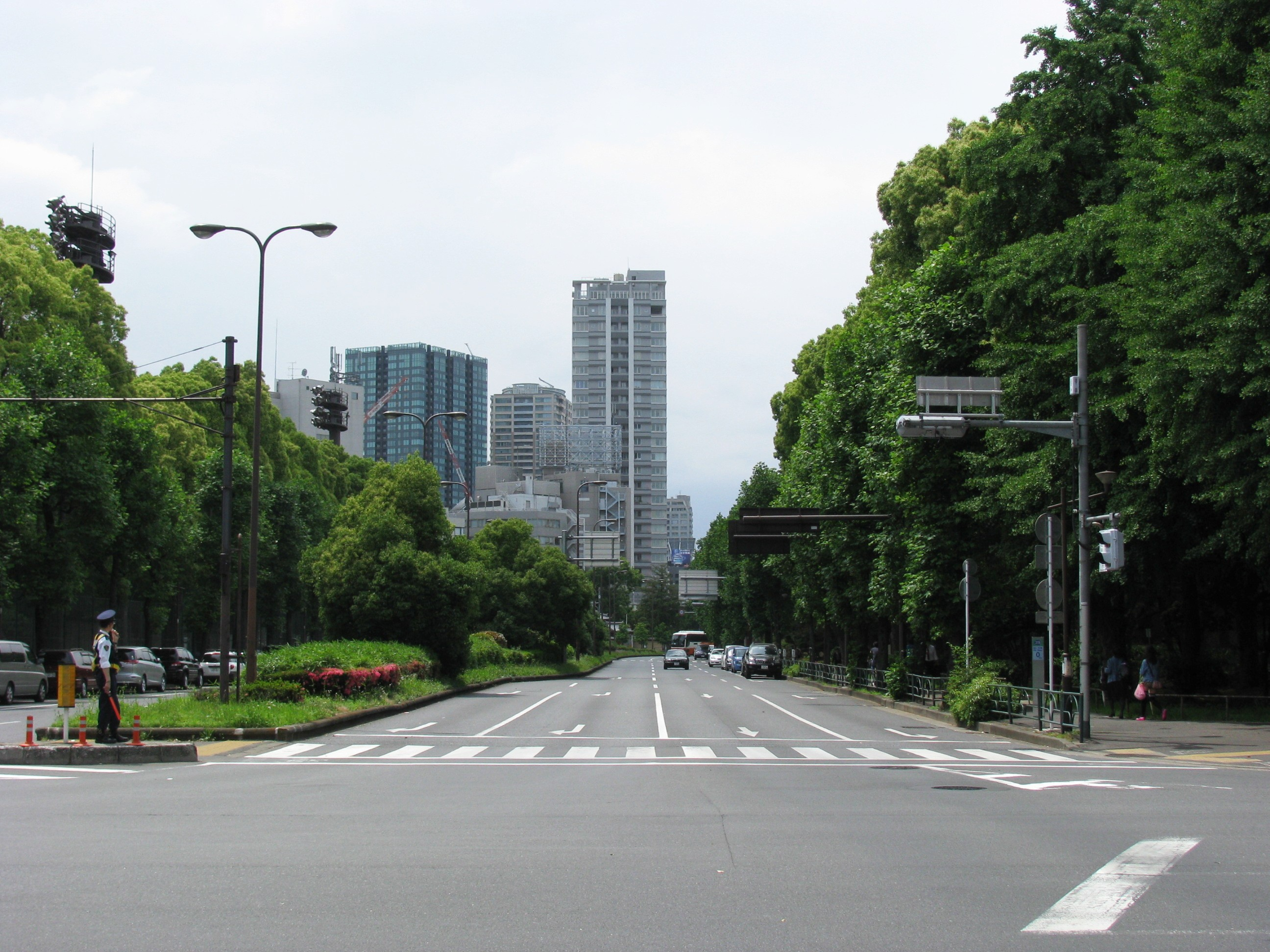
港区芝公園付近（2011年5月22日）
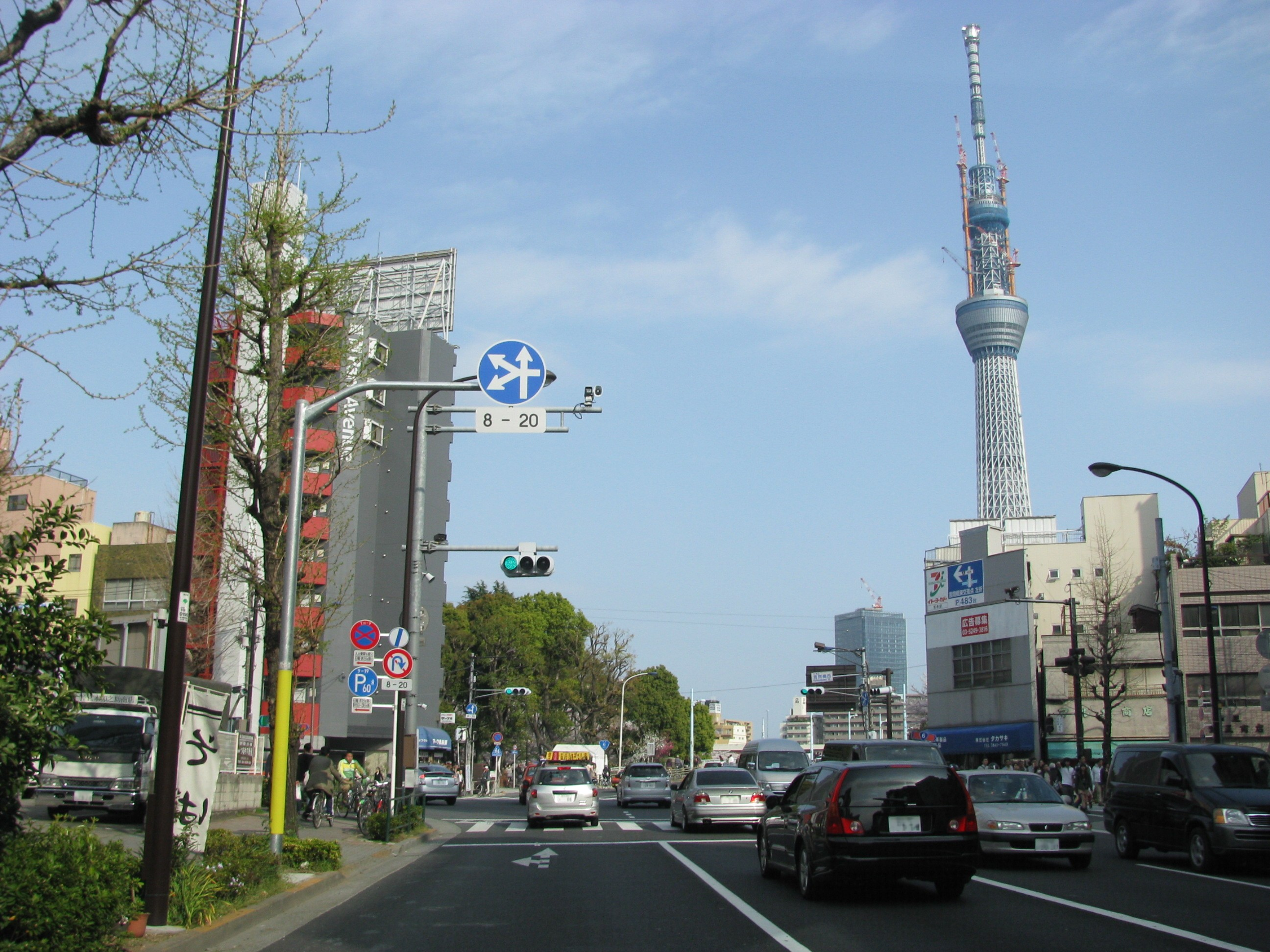
台東区浅草付近（2011年4月10日）